# Морфометрия
Морфометрия(на старогръцки: μορφή – форма + на старогръцки: μετρέω – меря, оценявам) е раздел на геоморфологията занимаващ се с количествената характеристика на релефа на земната повърхност. Основните морфометрични показатели са числовите характеристики на формите на релефа: линейни, площни, обемни; абсолютни и относителни височини на определени геоморфоложки райони, дълбочина и гъстота на разчленяване, а също и отвлечени показатели, като коефициент на меандриране, разчлененост на брегова линия и др. Морфометричните данни се получават предимно по пътя на обработване на топографски карти, а в последно време и с използване на аерофотоматериали с прилагане на стереофотограметрични методи. На основата на проведените измервания и изчисления се съставят специални морфометрични карти и атласи. Морфометричните данни са необходими при проектирането на съоръжения, пътища, разработки за борба с ерозията, търсене на нефтени и газови находища и др.